# Артёмово (Парфеньевский район)
Артёмово — деревня в Парфеньевском районе Костромской области.

## География
Находится в центральной части Костромской области приблизительно в 24 км по прямой на север-северо-восток от центра района села Парфеньево.

## История
В 1872 году здесь было учтено 39 дворов, в 1907 году —52. В период существования Костромской губернии деревня относилась к Кологривскому уезду. До 2021 года деревня входил в Матвеевское сельское поселение.

## Население
Постоянное население составляло 210 человек (1872 год), 280 (1897), 280 (1907), 3 в 2002 году (русские 100 %), 2 в 2022.